# Trésor Mputu
Trésor Mputu Mabi (Kinshasa, 10 december 1985) was een Congolees voetballer die als aanvaller voor TP Mazembe speelde.
Hij begon bij JAC Trésor en speelde in 2002 voor Kinshasa City FC. Daarna speelde Mputu tot 2014 bij TP Mazembe. In 2007 was hij topscorer van de CAF Champions League die hij met zijn club won. Met Mazembe werd hij ook zes keer landskampioen. In 2014 ging hij in Angola voor Kabuscorp SC spelen. Die club verliet hij na een conflict en daardoor speelde hij twee jaar niet. Begin 2017 keerde Mputu terug bij TP Mazembe.
In 2017 kwam Mputu in de media in België dankzij zijn absurde uitspraken over Anthony Vanden Borre. Vanden Borre werd geboren in Kinshasa en keerde in februari 2017 terug naar zijn geboorteland om voor TP Mazembe te gaan spelen. Hier werd hij door zijn ploeggenoten belachelijk gemaakt omdat hij overgewicht had door zijn gebrek aan wedstrijdritme. Vanden Borre speelde geen matchen omdat Mazembe geen echte trainer had; vedettes zoals Mputu beslisten wie speelde en wie niet. Vanden Borre vond het absurd dat hij niet mocht spelen en ging klagen bij de voorzitter van de club om zo een plek in de basis te veroveren, Mputu en zijn ploeggenoten hadden echter afgesproken om niet naar hem te passen, de enige ballen die hij kreeg waren slechte passes die niet controleerbaar waren. Mputu zijn plan slaagde toen Vanden Borre na drie maanden alweer vertrok; hij had maar één uur gespeeld voor Mazembe.
Mputu speelde mee op de African Cup of Nations 2006 en 2013 en op het gewonnen African Championship of Nations 2009. 